# النقود المعدنية الإغريقية

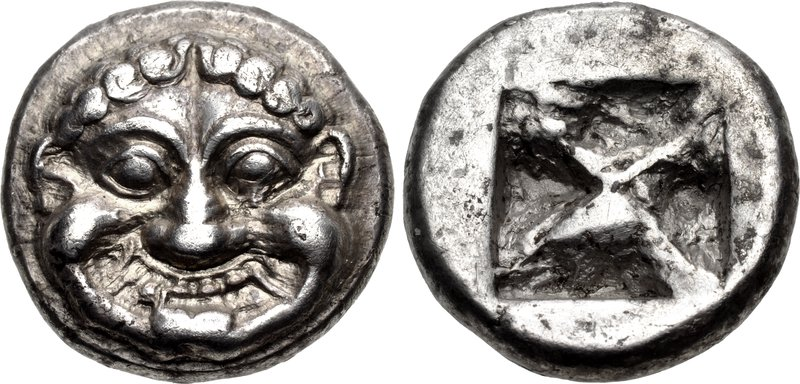
أقدم عملة في أثينا تعود إلى حوالي عام 545–525/15 ق.م

يمكن تقسيم تاريخ العملات اليونانية القديمة (إلى جانب معظم أشكال الفن اليوناني الأخرى) إلى أربع فترات: العتيقة والكلاسيكية والهلنستية والرومانية. تمتد الفترة العتيقة منذ إدخال العملات المعدنية إلى العالم اليوناني خلال القرن السابع قبل الميلاد حتى الحروب الفارسية اليونانية نحو 480 قبل الميلاد. ثم تلتها الفترة الكلاسيكية، التي استمرت حتى فتوحات الإسكندر الأكبر نحو 330 قبل الميلاد، وبعدها بدأت الفترة الهلنستية، التي امتدت حتى الاندماج الروماني بالعالم اليوناني في القرن الأول قبل الميلاد. واصلت المدن اليونانية إنتاج عملاتها لقرون عدة أخرى تحت الحكم الروماني. سُمّيت العملات المعدنية المنتجة خلال هذه الفترة بالعملات المعدنية الرومانية المحلية أو عملات الإمبراطورية اليونانية.

## معايير الأوزان والأسماء
كانت المعايير الثلاثة الأكثر أهمية للنظام النقدي اليوناني القديم: 1) معيار أتيكا، الذي يعتمد  الدراخما الأثيني ويزن 4.3 غرام من الفضة، 2) معيار كورنثي المتعمد على ستاتير ويزن 8.6 غرام من الفضة، والتي تنقسم إلى ثلاث دراخمات فضية تزن 2.9 غرام، 3) معيار ستاتير أجانيطس أو ديدراخما يزن 12.2 غرام، المعتمد على دراخما يزن 6.1 غرام. إن كلمة دراخم(ا) تعني «حفنة» وحرفيًا «قبضة». قُسّمت الدراخما إلى 6 أوبولات (كلمة أوبول تعني باليونانية «مِشْواة»)، وستّ بصقات تساوي «حفنة». يشير هذا إلى أنه قبل استخدام العملات المعدنية في اليونان، استُخدمت البصقات في العصور المظلمة اليونانية لتدبير الصفقات اليومية. في الأزمنة العتيقة وقبل سك العملات، كانت تُقدَّر قيمة الحديد لصنع أدوات وأسلحة متينة، وتُسكب في قالب البصقة لتأخذ شكل السبائك الفضية القابلة للنقل، والتي أصبحت في النهاية ضخمة وغير ملائمة بعد اعتماد المعادن الثمينة. ولهذا السبب بالذات، ذاع صيت حظر المشرّعين الإسبارطيين إصدار العملات الإسبارطية المعدنية، وفرضوا استخدام السبائك المعدنية الحديدية، وتسمى بيلانوي pelanoi من أجل القضاء على حب اختزان المال وتكديس الثروة. بالإضافة إلى معناها الأصلي (الذي أعطى أيضًا تصغيرًا لكلمة «مسلّة» و«مِشْواة صغيرة»)، احُتفظ بالكلمة اليونانية أوبول (ὀβολός؛ obolós أي وحدة نقد، وὀβελός؛ obelós أي أوبول) للعملات المعدنية ذات القيمة الصغيرة، وما تزال مستخدمة في اللغة العامية اليونانية الحديثة (όβολα؛ óvola أي «نقود»).
قُسّم الأوبول أيضًا إلى تيتارتيموريوري، أي أرباع (مفردها تيتارتيموريون، أي ربع)، والتي تساوي1⁄4  أوبول، أو1⁄24  دراخما. ذكر أرسطو هذه العملة (التي كانت معروفة بأنها قد سُكّت في أثينا الكلاسيكية وكولوفون وعدة مدن أخرى) على أنها أصغر عملة فضية. سُكّت عدة فئات أيضًا من هذه العملة، منها تريتيميتيتارتيموريون (تعني حرفيًا ثلاثة أنصاف تيتارتيموريوري) التي تساوي3⁄8  أوبول.

## الفترة العتيقة (حتى عام 480 قبل الميلاد)
يعود تاريخ أقدم العملات المعدنية المعروفة، وهي عملات مملكة ليديا واليونانية الشرقية (الأناضول) التي وُجدت تحت هيكل آرتميس في أفسس، إلى الربع الأخير من القرن السابع قبل الميلاد (625-600 قبل الميلاد). سُكّت هذه القطع النقدية إما من قبل الليديين غير اليونانيين لاستخدامهم الخاص، أو ربما لأن المرتزقة اليونانيين أرادوا أن يُدفَع لهم بالمعادن الثمينة عند انتهاء وقت خدمتهم، وأرادوا وضع علامة على أموالهم بطريقة توثّقهم. صُنعت هذه العملات من الإلكتروم، وهي سبيكة من الذهب والفضة حظيت بتقدير كبير في تلك المنطقة.

في منتصف القرن السادس قبل الميلاد، استبدل الملك كرويسوس بعملات الإلكتروم عملاتٍ من الذهب الخالص والفضة النقية، وأسماها كرويسيد. ينسب هيرودوت الفضل في اختراع العملات الذهبية والفضية الخالصة إلى الليديين:
«حسب معرفتنا، كان [الليديون] أول من استخدم العملات الذهبية والفضية، وأول من باع البضائع بالمفروق (البيع بالتجزئة)» - هيرودوت، 194
قُسّم العالم اليوناني إلى أكثر من ألفي دولة-مدينة تتمتع بالحكم الذاتي (باليونانية: بوليس)، وأصدر أكثر من نصفها عملاته الخاصة. جرى تداول بعض العملات المعدنية على نطاق واسع خارج البوليس، ما يشير إلى أنها كانت تُستخدم في التجارة بين المدن، والمثال الأول كان الستاتير الفضي أو ديدراخما مدينة أجانيطس التي تظهر بانتظام في الخزائن في مصر والشرق الأدنى، والأماكن التي كانت تعاني نقصًا في سك العملات الفضية. نظرًا إلى تداول هذه العملات المعدنية على نطاق واسع، بدأت مدن أخرى بسك النقود المعدنية إلى معيار الوزن «الأجانيطسي» (6.1 غرام للدراخما)، وطبعت مدن أخرى رموزها الخاصة على العملات المعدنية.
مع ذلك، سُكّت العملات المعدنية الأثينية وفق معيار «أتيكا»، ويزن الدراخما 4.3 غرام من الفضة. بمرور الوقت، جعل تزويد أثينا بكميات كبيرة من الفضة من مناجم لافريو وهيمنتها المتزايدة على التجارة من المعيار الأثيني المعيارَ المتفوق. سُكّت هذه العملات المعدنية، المعروفة باسم «البومة» بسبب ميزة تصميمها المركزي، أيضًا بمعيار دقيق تميز بالنقاء ودقة الوزن. ساهم ذلك في نجاحها كعملة تجارية رائدة في عصرهم. استمر استخدام التترادراخما على هذا المعيار للوزن ليكون عملةً تُستخدم على نطاق واسع خلال الفترة الكلاسيكية. بحلول زمن الإسكندر الأكبر وخلفاء طوائفه الهلنستيين، استُخدمت هذه الفئة من العملة بانتظام لتسديد الديون الكبيرة، أو ادخارها في كثير من الأحيان في الخزينة.

### الانتشار العالمي
يبدو أنه قد جرى تداول العملة اليونانية القديمة على نحو واسع في الإمبراطورية الأخمينية. اكتُشف الكثير منها في كنوز في جميع أرجاء الإمبراطورية الأخمينية، مثل خزينة غزت وخزينة أبدانا، بالإضافة إلى الشرق الأقصى، مثل خزينة كابول أو خزينة بوشكالافاتي في الهند القديمة، في أعقاب غزو الأخمينيين وادي السند. عمومًا، العملات المعدنية اليونانية (العتيقة والكلاسيكية المبكرة) وفيرة نسبيًا في كنوز العملات المعدنية الأخمينية المكتشفة في شرق الإمبراطورية الأخمينية، أكثر بكثير مما اكتُشف في سيجلوي، ما يشير إلى أن تداول العملات اليونانية كان أساسيًا في نظامها النقدي في الإمبراطورية.

## الفترة الكلاسيكية (480-323 قبل الميلاد)
شهدت الفترة الكلاسيكية وصول العملات اليونانية إلى مستوى عالٍ من الجودة الفنية والجمالية. أنتجت المدن الكبرى مجموعة من العملات المعدنية الفضية والذهبية، تحمل معظمها صورة الإله الراعي أو الآلهة أو بطلًا أسطوريًا على جهة، ورمزًا للمدينة على جهة أخرى. استخدم بعض العملات المعدنية كلمة بصرية: تضمن بعض العملات المعدنية لجزيرة رودس «وردةً»، لأن الكلمة اليونانية لـ«وردة» هي rhodon. بدأ أيضًا استخدام النقوش على العملات المعدنية، وعادة ما يُكتب اسم المدينة التي سُكّت فيها.
أنتجت المدن الغنية في صقلية بعض العملات البديعة الخاصة بها. يعتبر العديد من هواة جمع العملات الفضية الكبيرة ديكادراخما (10 دراخمات) من سرقوسة أفضل العملات التي أُنتجت في العالم القديم، وربما في أي وقت مضى. كانت عملات السرقوسيين عادية في أختامها (دمغاتها)، إذ يحمل الوجه الأول الحورية أريثوزا، ويحمل الوجه الآخر عادة مركبة كوادريغا المنتصرة. كان طغاة سرقوسة فاحشي الثراء، وكان جزءًا من سياستهم في العلاقات العامة تمويلُ صناعة كوادريغا لسباق العربات الأولمبية، وهو مشروع مكلف للغاية. على الرغم من أنهم كانوا في كثير من الأحيان قادرين على تمويل أكثر من كوادريغا بنفس الوقت، فقد اعتادوا الانتصار في هذا الحدث الساحر للغاية. كانت سرقوسة واحدة من مراكز فن سك النقود خلال الفترة الكلاسيكية. أنتجت سرقوسة بعضًا من أرقى تصميمات العملات المعدنية في العصور القديمة، بقيادة النقّاشَين كيمون ويوينَتوس.
ومن بين المراكز الأولى لإنتاج العملات المعدنية أثناء الاحتلال اليوناني لجنوب إيطاليا (ماجنا غراسيا)، كانت بيستوم، وكروتوني، وسيباريس، وكاولونيا، وميتابنتوم، وتارانتو. بدأت هذه المدن القديمة بإنتاج العملات المعدنية من عام 550 قبل الميلاد وحتى عام 510 قبل الميلاد.

## معرض صور

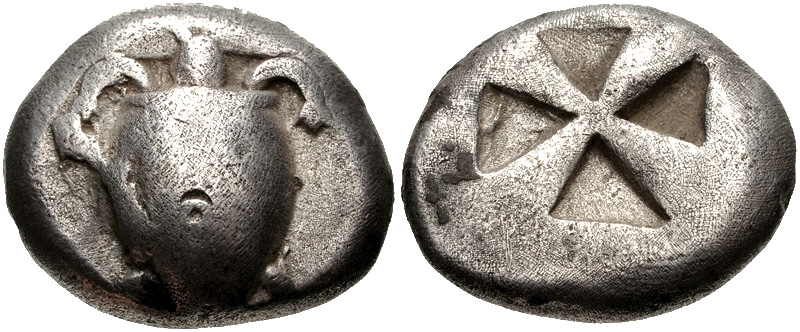
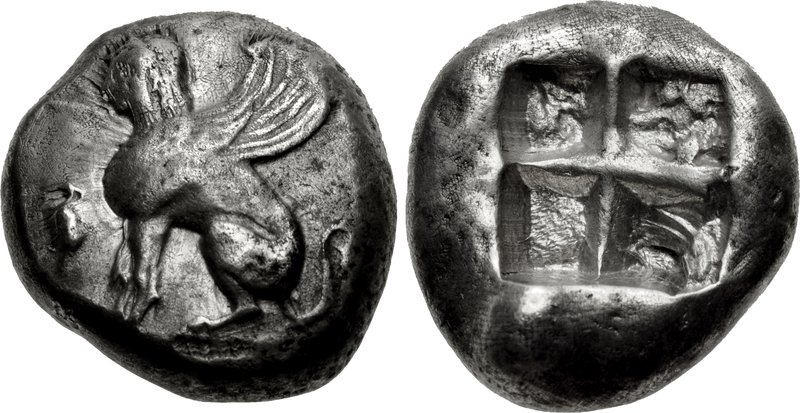
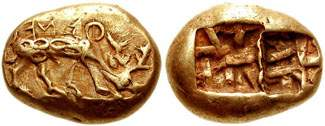
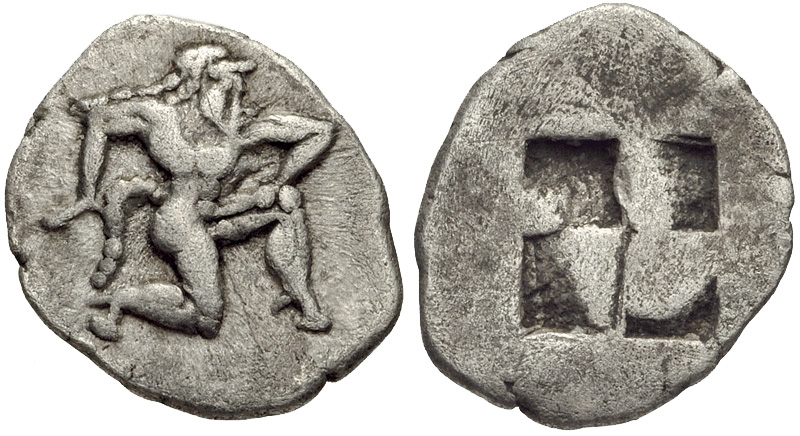
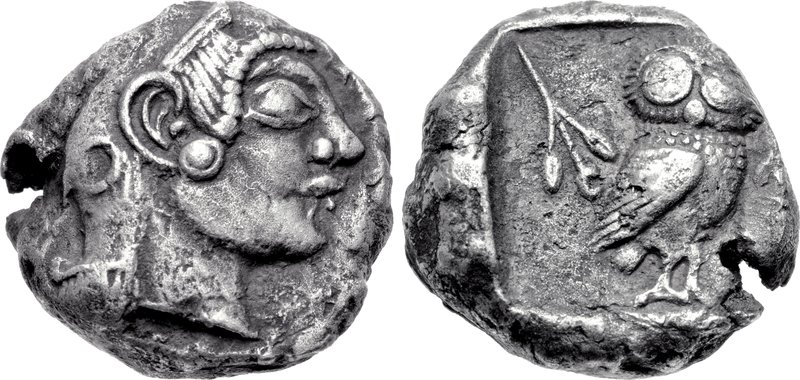